# Château du Rosemont
Discret, le château du Rosemont est maintenant un tas de pierres avec le vestige d'une tour.
Dominant la vallée, ce petit fort est situé à Riervescemont, dans le Territoire de Belfort (90).

## Histoire
Le château a dû être construit sous Louis de Mousson, comte de Montbéliard ; la justice seigneuriale y est installée jusqu'au XIVe siècle, mais ensuite, elle siège à Chaux. Ce fut la propriété de Jeanne de Ferrette-Montbéliard au XIVe siècle, puis, le château revient à sa fille aînée, épouse de l'archiduc d'Autriche. Avant 1469, la forteresse est abandonnée et perd donc son rôle stratégique.

## Architecture
Les vestiges comportent deux parties : à l'avant, la tour carrée de deux ou trois étages, en pierres brutes, mesure 10 mètres de côté et présente des murs 1,50 mètre d'épaisseur. À l'est se trouvent des restes d'un ouvrage extérieur, et au sud demeure le chemin d'accès.